# Face to Face (Face to Face)
Face to Face è un album del gruppo skate punk Face to Face pubblicato nel 1996 dalla A&M.

## Tracce
1. Resignation
2. Walk the Walk
3. Blind
4. Ordinary
5. I Won't Lie Down
6. Can't Change the World
7. Handout
8. Everything's Your Fault
9. Take It Back
10. Complicated
11. Put You in Your Place
12. Falling

## Formazione
- Trever Keith - voce - chitarra
- Chad Yaro - chitarra
- Scott Shiflett - basso
- Rob Kurth - batteria